# Хилари Пътнам
Хилари Уайтхол Пътнам (на английски: Hilary Whitehall Putnam) , понякога на български и като Хилъри Пътнъм  (роден 31 юли 1926 г.) е американски философ, който е бил централна фигура в аналитичната философия от 60-те години на 20 век, особено във философия на ума, философия на езика и философия на науката .
Извън философията Пътнам има приноси в математиката и компютърната наука. Той развива алгоритъма Дейвис-Пътнам, заедно с Мартин Дейвис  и помага за демонстрирането на нерешимостта на десетия хилбертов проблем . Той също така е бил противоречива политическа фигура, особено заради участието му в Прогресивната работническа партия през късните 60-е и ранни 70-е години на 20 век .